# Kerštajn
Kerštajn je priimek v Sloveniji, ki ga je po podatkih Statističnega urada Republike Slovenije na dan 1. januarja 2010 uporabljalo 7 oseb.

## Znani nosilci priimka
- Alojz Kerštajn (1943—1999), tekač na smučeh
- Robert Kerštajn (*1967), tekač na smučeh